# عرب نيوزيلندا
العرب في نيوزيلندا هم المهاجرون من لبنان وسوريا وفلسطين والعراق ومصر ويبلغ تعدادهم اليوم حوالي 12000 يدينون بالإسلام والمسيحية.